# 吉田正嗣
吉田 正嗣（よしだ まさつぐ）は、日本の国土交通官僚。中央省庁等改革推進本部事務局次長や、内閣府沖縄総合事務局長、総務省日本学術会議事務局長、日本観光協会理事長等を歴任した。

## 人物・経歴
佐賀県出身。1972年東京大学法学部卒業、運輸省入省。1990年国際観光振興会パリ観光宣伝事務所長。1993年内閣総理大臣官房参事官（広報室）。1996年沖縄開発庁総務局総務課長。1998年内閣総理大臣官房管理室長。2000年中央省庁等改革推進本部事務局次長。2001年内閣府沖縄総合事務局長。2003年総務省日本学術会議事務局長。2005年から日本観光協会理事長として、東北観光博実行委員会委員などを務めた。2011年日本観光振興協会理事長。2012年日本観光振興協会理事長退任。